# B4 (Namibië)
De B4 is een hoofdweg in Namibië, die de kust met de stad Keetmanshoop verbindt. De weg loopt van Lüderitz naar Keetmanshoop. In Keetmanshoop sluit de weg aan op de B1 naar Windhoek.
De B4 is 330 kilometer lang en loopt door de regio !Karas.